# 일드프랑스 트램
일드프랑스 트램(프랑스어: Tramway d'Île-de-France)은 일드프랑스 대도시권의 노면전차 체계로써 파리 메트로, RER, 버스와 더불어 프랑스의 파리와 그 근교를 달리는 대중교통이다.
노선 기호는 T1과 같이 T가 노선 번호 앞에 표기되는 형태이며 현재 15개 노선이 달린다. 파리 시내를 달리는 것은 그 중 3a선과 3b선이며, 다른 13개의 노선은 시내와 근교, 혹은 근교만을 달린다. 4, 11, 14호선은 SNCF Voyageurs와 Keolis의 합작화사인 Stretto가, 9, 12, 13호선은 Keolis의 자회사인 Keolis Ouest Val-de-Marne과 Transkeo가, 10호선은 RATP Cap Île-de-France 의 자회사인 RATP Cap Bièvre가, 그 외의 노선은 파리 교통공단(RATP)이 운영한다.

## 역사

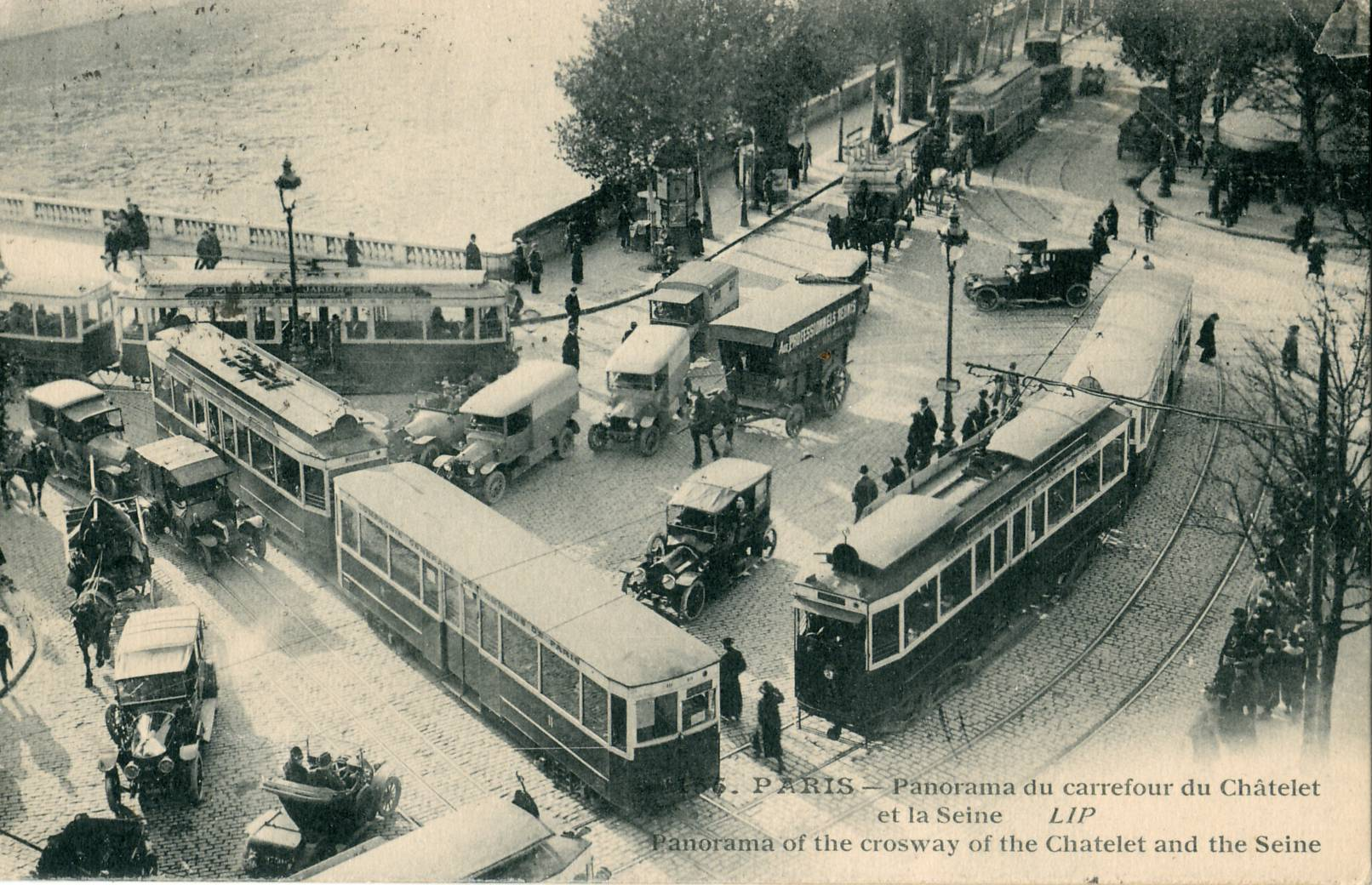
전(前) 네트워크의 전차, 파리 중심부의 퐁 오 상쥬(Pont au Change)

1855년부터 1938년까지, 파리는 광대한 트램웨이 네트워크를, 반세기 이후에 지어진 지하철 시스템보다 앞서 운행했다. 1925년 기준으로, 네트워크의 길이는 1111 km였고 122개의 노선이 있었다. 1930년대에, 석유 및 자동차 산업 로비는 파리 경찰청에 차량용 공간을 마련하기 위해 트램 선로를 없애라는 압력을 넣었다. 파리 최초의 1세대 전차 노선인 포르트 드 생클로드에서 포르트 드 뱅센간의 구간은 1937년에 운행을 중단했고, 파리 전차의 마지막 노선인 (Le Raincy)와 몽페르메유(Montfermeil) 구간은 1938년 8월 14일에 운행을 중단했다.
원래 마력을 사용했던 파리의 트램은, 이후 증기를 사용했으며, 이후 공압식 엔진을 거쳐, 전기에 이르렀다.
벨빌(Belleville)에서 1891년부터 1924년까지 운영한 케이블카(Tramway funiculaire de Belleville)는 때로는 트램웨이로 잘못 인식되었지만, 실제로 케이블카 시스템이었다.
파리의 첫 신세대 전차노선인 1호선은 1992년, 2호선은 1997년, 4호선은 2006년 11월 18일, 3호선은 2006년 12월 16일에 개통했다. 새로운 노선인 5호선과 7호선은 각각 2013년 7월 29일과 2013년 11월 16일에 개통했다.

## 노선

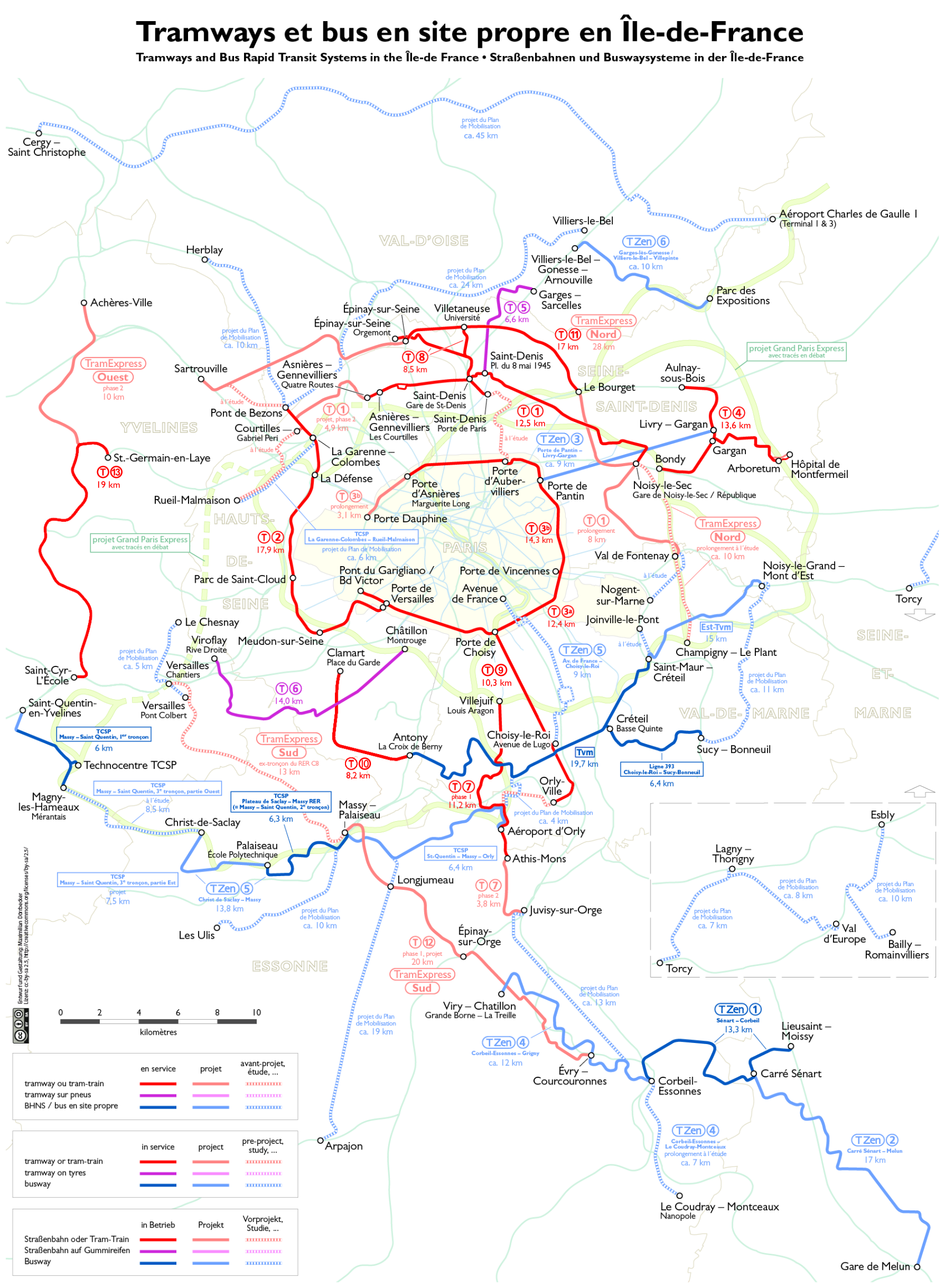
노선도(2023년)

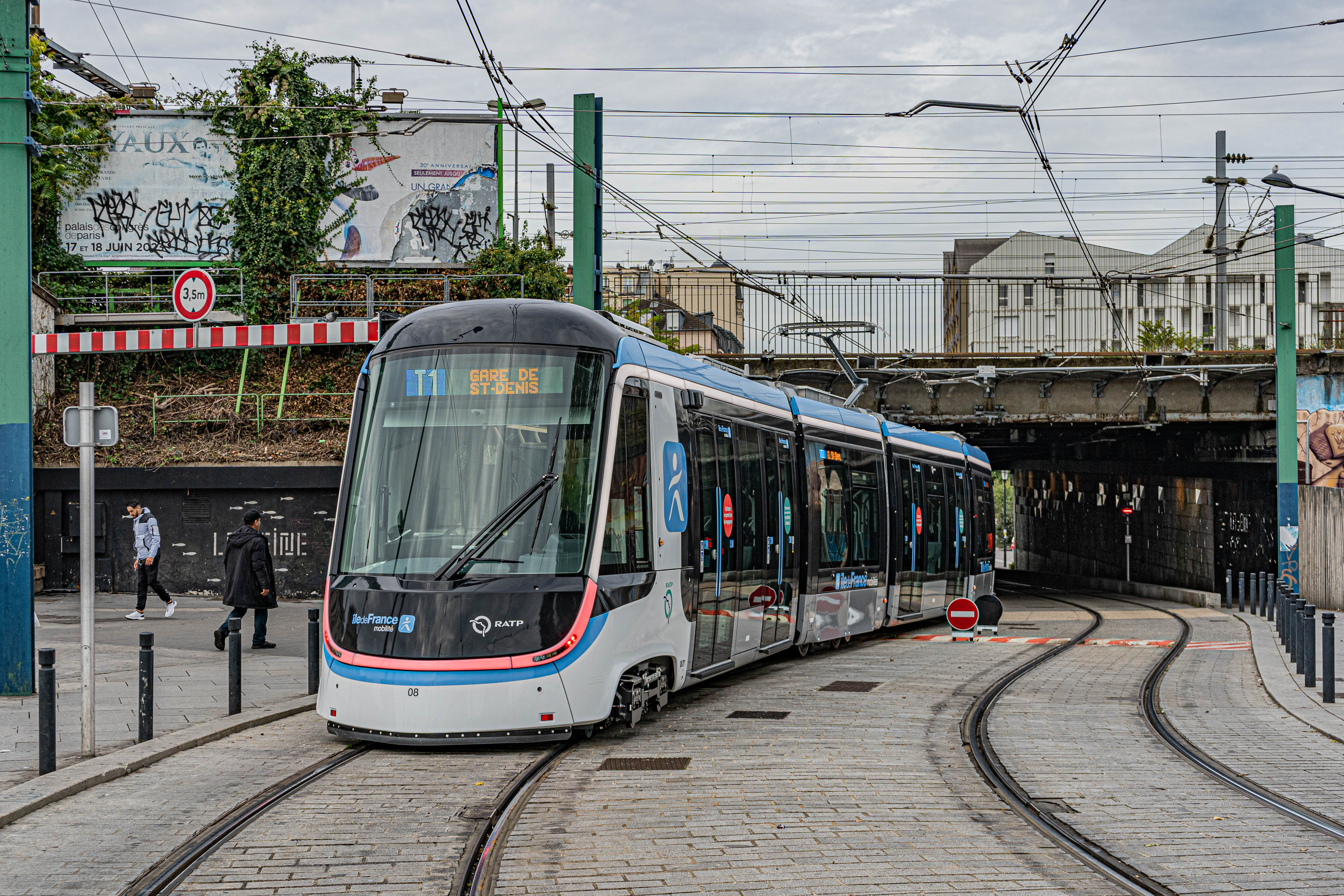
생드니역 정거장을 출발하는
Citadis 305 전차

| 노선  | 노선   | 개통 연도 | 총 연장             | 역 수 | 유형       | 운영자                    |
| ----- | ------ | --------- | ------------------- | ----- | ---------- | ------------------------- |
|       | 1호선  | 1992년    | 17.9 km (11.1 mi)   | 37    | 트램       | 파리 교통공단(RATP)       |
|       | 2호선  | 1997년    | 17.9 km (11.1 mi)   | 24    | 트램       | 파리 교통공단(RATP)       |
|       | 3a선   | 2006년    | 12.2 km (7.6 mi)    | 25    | 트램       | 파리 교통공단(RATP)       |
|       | 3b선   | 2012년    | 17.5 km (10.9 mi)   | 33    | 트램       | 파리 교통공단(RATP)       |
|       | 4호선  | 2006년    | 13.3 km (8.3 mi)    | 20    | 트램트레인 | Stretto                   |
|       | 5호선  | 2013년    | 6.6 km (4.1 mi)     | 16    | 트랜스로   | 파리 교통공단(RATP)       |
|       | 6호선  | 2014년    | 14 km (8.7 mi)      | 21    | 트랜스로   | 파리 교통공단(RATP)       |
|       | 7호선  | 2013년    | 11.2 km (7.0 mi)    | 18    | 트램       | 파리 교통공단(RATP)       |
|       | 8호선  | 2014년    | 8.5 km (5.3 mi)     | 17    | 트램       | 파리 교통공단(RATP)       |
|       | 9호선  | 2021년    | 10.3 km (6.4 mi)    | 19    | 트램       | Keolis Ouest Val-de-Marne |
|       | 10호선 | 2023년    | 6.8 km (4.2 mi)     | 14    | 트램       | RATP Cap Bièvre           |
|       | 11호선 | 2017년    | 11 km (6.8 mi)      | 7     | 트램트레인 | Stretto                   |
|       | 12호선 | 2023년    | 20.4 km (12.7 mi)   | 16    | 트램트레인 | Transkeo                  |
|       | 13호선 | 2022년    | 18.8 km (11.7 mi)   | 12    | 트램트레인 | Transkeo                  |
|       | 14호선 | 2025년    | 9.9 km (6.2 mi)     | 5     | 트램트레인 | Stretto                   |
| 총계: | 총계:  | 총계:     | 196.6 km (122.2 mi) | 283   |            |                           |

### T1
1호선은 생드니와 누아지르세크 간을 파리 북부 도시 경계에 따라 평행하게 연결한다. 1992년에 개통했고, 2003년 12월에는 누아지르세크로의 연장이 완료되었다. 2012년 11월 아니에르와 젠빌리에의 서쪽으로 연장되어 낭테르까지 이어졌다. 동쪽으로 몽트뢰유와 발 드 퐁트네 RER 역까지 연장되어 2017년에 개통될 예정이었으나, 지자체 내부의 의견 충돌로 사업이 지연되고 있으며, 2019년에 공사가 시작되었다. 한편 이 노선은 서쪽으로도 확장 공사가 진행 중에 있는데, 개통 시 Petit-Colombes까지 도달하여 2호선과 연결될 계획이다.

### T2
2호선은 (트랑 발드센(Trans Val-de-Seine))은 퐁드베종(Pont de Bezons)과 포르트 드 베르사유를 라데팡스를 통해 연결한다. 이 노선은 1997년 라데팡스와 이시 발드센(Issy Val-de-Seine) 구간에서 개통했으며, 대부분은 변환된 SNCF의 우회로였다. 2009년에 이시 발드센에서 포르트 드 베르사유로의 연장이 시작되었고, 2012년에 라데팡스에서 퐁드베종으로 연장되었다.

### T3a & T3b

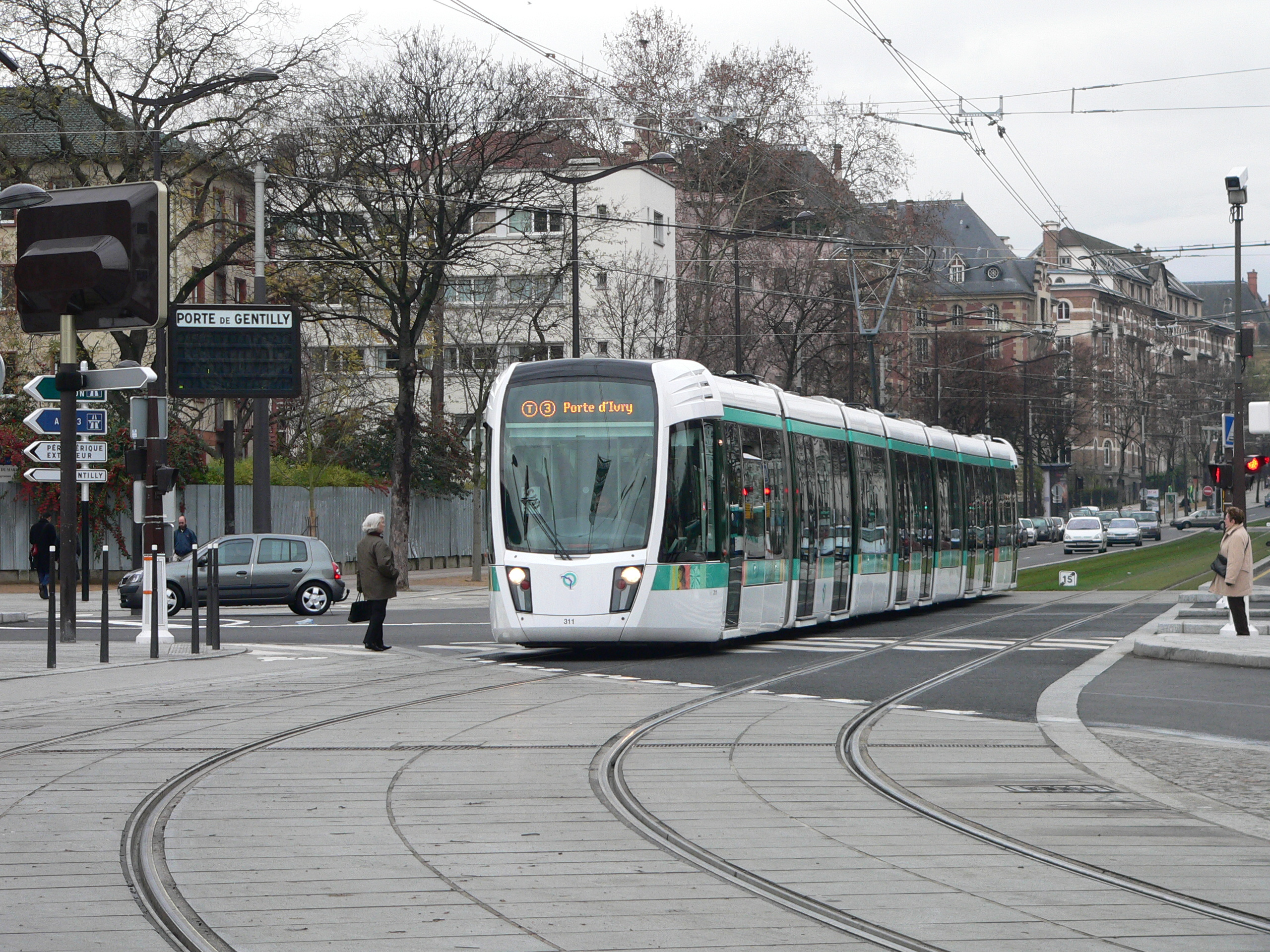
Tram on line T3a at Porte de Gentilly

3호선은 파리 최초의 현대적인 트램웨이이다. T3a 및 T3b라는 두 구간으로 나뉜다. 이 노선은 과거 티에르 성벽(1841~44년 건설)의 길을 따라 파리를 둘러싼 대로인 마레쇼 대로(boulevards des maréchaux)를 따라 있기 때문에 마레쇼 트램(tramway des Maréchaux)이라고도 한다. 대로는 3곳을 제외하고 나폴레옹의 제1제국 원수(마레쇼, maréchaux)의 이름을 따고 있다.
3a선은 파리 12구의 포르트 드 뱅센 지하철역과 파리 15구의 서쪽 부분에 있는 불바르 빅토르-퐁 두 가리글리아노 RER 역을 연결한다.
3b선은 개통 당시 파리 18구의 포르트 드 라 샤펠(Porte de la Chapelle) 역에서 종착했으나 서쪽으로 연장을 거듭하여 2024년에 포르트 도핀(Porte Dauphine)까지 연장되었다. 현재 T3b는 파리 16구의 포르트 도핀 역과 파리 12구의 포르트 드 뱅센 역을 잇는다.

### T4

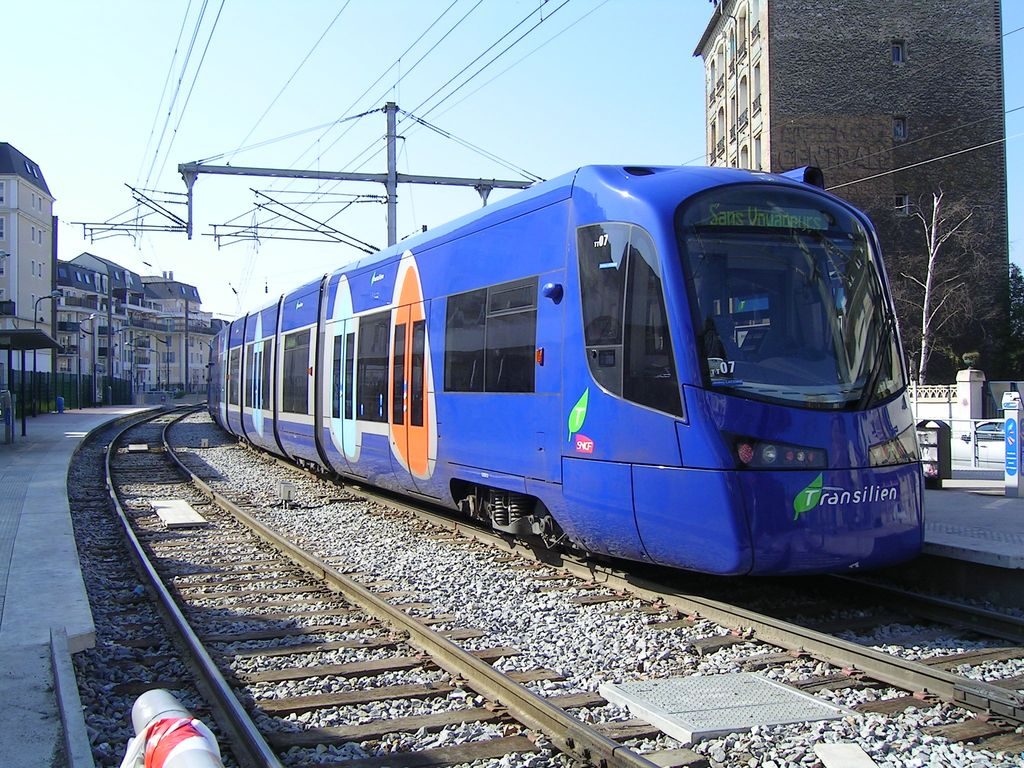
리브리가르강의 T4호선 전차

4호선은 13.3-킬로미터 (8.3 mi)길이와, 20개 정류장을 가진 트램트레인 노선으로, 봉디 역과 올네수부아역/오피탈 드 몽페르메유(Hôpital de Montfermeil)역을 연결한다. 2006년 11월 18일에 개통했다. 동시대에 지어진 다른 트램 노선들과는 달리 4호선은 Stretto에서 운영한다. 몽페르메유로 향하는 이 트램트레인 노선의 새로운 지선은 2019년에 개통되었다.

### T5

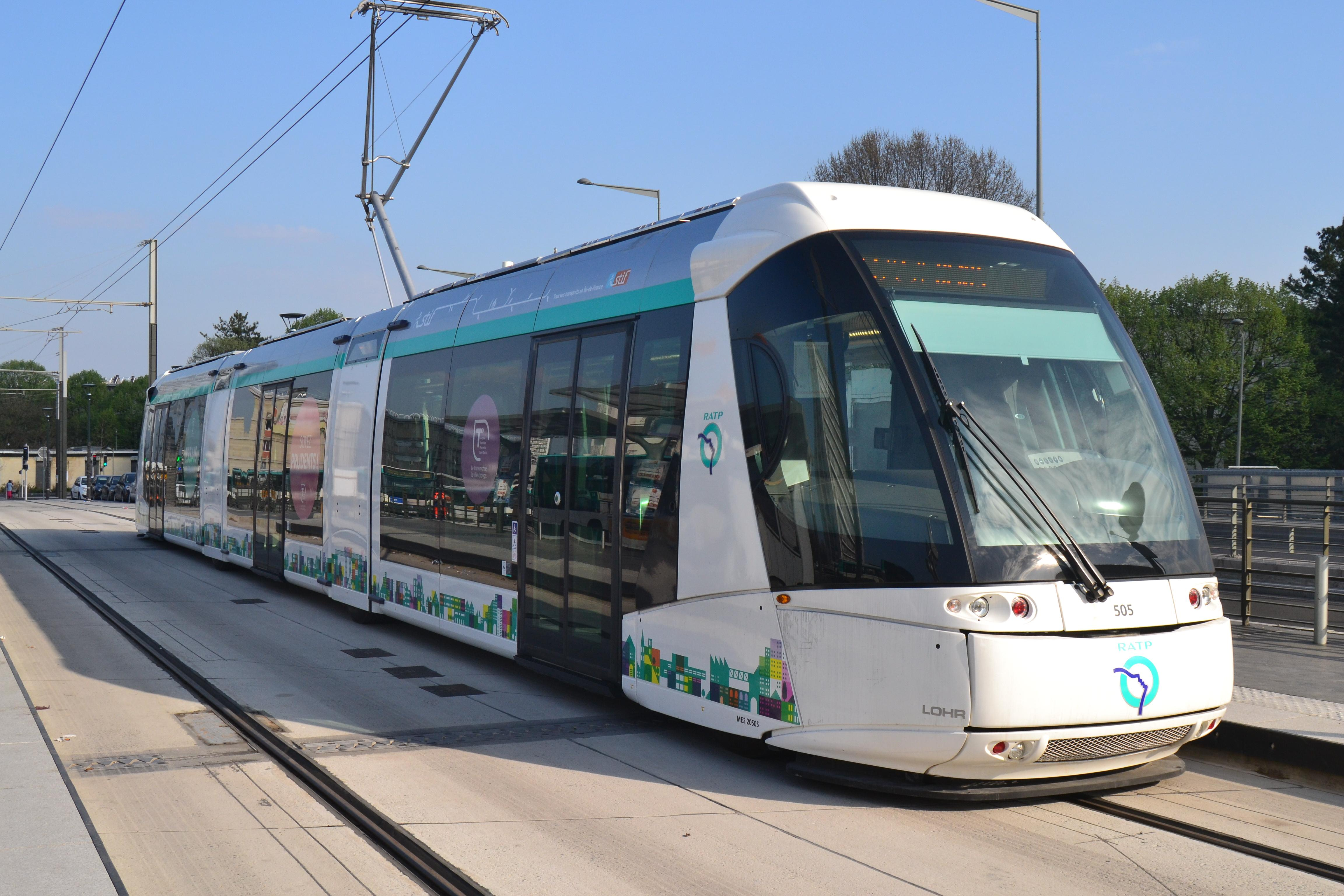
5호선 및 6호선은 단일 중앙 레일로 안내되는 고무차륜 차량을 특징으로 하는 트랜스로 기술을 사용한다.

트램 5호선은 혼잡한 국도 제1호선에서 주로 분리된 "트랙"을 따라 고무차륜(트랜스로, Translohr)으로 운행되며(낭시(Nancy) 또는 캉(Caen)의 시스템과 유사), 종종 혼잡한 168 및 268번 버스를 대체한다. 6.6-킬로미터 (4.1 mi)길이의 이 노선은 생드니, 피에르피트쉬르센, 사르셀, 가르주레고네스 간에 16개의 정거장이 있다. 생드니의 남쪽 끝에 트램 1호선과 연결되고, 가르주-사르셀(Garges-Sarcelles)에 RER D선이 연결된다. 5호선은 2013년 7월에 개통했다.

### T6
샤티용-몽루주(Châtillon - Montrouge, 지하철 13호선 종착역)에서 비로플레-리브 드와트(Viroflay - Rive Droite, 트랑지리앵 기차역)까지 21개역 (2개의 지하역 포함)에서 14-킬로미터 (8.7 mi)(지하 1.6 킬로미터 (0.99 mi))로 운행되는 고무차륜 트램이다. 노선의 대부분 구간은 2014년에 개통했으며, 나머지는 2016년에 개통했다.

### T7
렁지스(Rungis)와 오를리간을 운행하여 빌쥐프(Villejuif, 파리 메트로 7호선의 종점)를 경유하여 아티스몽스(Athis-Mons)에서 종착하는 11.2-킬로미터 (7.0 mi)의 이 노선은 2013년 11월 16일에 개통하여 18개 역을 운영한다. 이 노선은 2030년 이후까지 Juvisy-sur-Orge로 연장시킬 목표로 현재 확장 공사 중에 있다.

### T8
이전에 "Tram'y"로 알려진 8.46-킬로미터 (5.26 mi) 의 이 노선은 생드니(포르트드파리)에서 빌타누즈(Villetaneuse)로 가는 지선이 있는 에피네쉬르센(Épinay-sur-Seine)까지 이어진다. 연장은 RER E선의 로자 파크스 역까지 계획되어 있다. 2010년에 건설이 시작되었고 2014년에 완공되었다.

## 노선의 계획
2009년 2월 11일, 지역에서 몇가지 새로운 트램웨이 및 고무차륜 트램이 계획되었으며, 모든 프로젝트는 STIF (일드프랑스의 지역 운송 협의회)가 "T"번호를 부여하여 재사정되었다. 포스터는 2009년 4월부터 지하철을 타고 전체 8개 노선 T 시스템을 홍보하기 시작했다. 새로운 트램 노선과 연장선이 계획되어있는 2020년에는 트램 네트워크가 152 킬로미터 (94 mi)에 달한다.

## TVM
한 데파르트망인 발드마른주에서 파리의 남동쪽으로 간선 대중 교통을 제공하기 위해 전용 버스 차선에서 운행되는 트랑발드마른(Trans-Val-de-Marne) 버스 노선은 RATP에서 운영한다. T로 시작했지만, 트램웨이 네트워크의 일부는 아니다.

## 같이 보기
- 파리의 교통
- 파리 메트로
- 고속 교외 철도